# 서울 천축사 목조불단
천축사 목조불단(天竺寺 木造佛壇)은 서울특별시 도봉구, 도봉산 천축사 대웅전의 중앙에 위치하여 예배대상인 목조석가삼존불이 안치되어 있던 대형 불감의 일부로, 현재는 불교중앙박물관에 소장되어 있다. 2014년 9월 25일 서울특별시의 유형문화재 제366호로 지정되었다.

## 지정 사유
본 유물은 불감 중 상부의 닫집은 제거된 채 하부의 불단 구조만 남아 있지만, 목공예품이 재질의 특성상 보존이 어려워 시대가 올라가는 유물이 많지 않고 조선 후기의 유물조차 거의 없는 상황임을 고려할 때 존재 자체만으로도 목공예사적으로 주목된다.
더욱이 본 유물은 불단 위에 모셔져 있던 천축사 목조석가삼존불이 17세기 초 조성된 불상으로 보존가치가 인정되어 서울특별시 유형문화재 제347호로 앞서 지정 고시(2013.5.23)된 바 있고, 불단 자체로서도 역사적, 예술적 가치를 충분히 가지고 있다.

## 조사보고서
이 불단은 서울 도봉산 천축사 대웅전의 중앙에 위치하여 예배대상인 목조석가삼존불(서울특별시 유형문화재 제347호)이 안치되어 있던 대형 불감(佛龕)의 일부에 해당한다.
천축사에서 소장하고 있는 흑백 사진에 의하면 이 불감의 원형은 가자상(架子床) 형식임을 알 수 있다. 가자상 형식은 명대부터 유행하기 시작한 가구의 일종으로서, 중국에서는 규모가 작은 묘사(廟社) 건축에 배치되어 불상이나 도교상 및 관우상 등의 존상을 안치하는 감실로 대용하기도 했다. 따라서 천축사 불감 또한 명대 가자상 형식의 영향을 받아 조선식을 절충하여 제작하였다.
불단의 제작연대와 관련하여 사찰에서는 문정왕후의 하사품으로 주장하고 있으나. 이 불단이 찍힌 흑백필름을 보면 불단 위 감실 내부에 서울시 유형문화재 제347호 천축사 목조석가삼존불상이 안치되어 있는 것이 확인된다. 이 목조석가삼존불상은 복장된 발원문과 1600년 경 간행된 묘법연화경 등에 의해 17세기 전반에 제작된 석가불, 재화갈라보살, 미륵보살임이 밝혀졌으며, 발원문 중 하나를 보면 목조석가삼존불상은 만력연간(1573~1619)에 제작해 1713년 조각승 진열과 영희 등에 의해 경기 고양 북한산 露積寺(현, 천축사)에서 중수되었음을 알 수 있다. 이로 미루어 이 불감의 조성연대를 1713년(숙종 39)으로 올려볼 수
도 있을 것이나, 대웅전 중수 기록에 의해 후대로 내려갈 수도 있다.
현재 천축사의 불감 중 상부의 닫집은 제거된 채, 현재는 하부의 불단만 남아 전하고 있다. 이 불단은 전체적으로 경상의 형태를 취하고 있어 의례용 진설물을 놓는 불탁으로 오인되지만, 천판의 넓이가 312cm × 141cm로 넓고 높이가 92.5cm로 규모가 매우 커 불상을 안치할 불감을 떠받들기에 충분하였다. 더욱이 천판은 하나의 판재로 구성된 것이 아니라 총 11개의 판재로 구성되어 있다.
특히 불단의 천판에서 가장 주목되는 점은 상부에 닫집을 가설할 수 있도록 구멍을 배치한 점을 주목할 수 있다. 90cm 이상의 다리 위에 3m 이상의 넓은 천판 그리고 천판의 앞쪽에서 왼쪽으로 73.2cm 위치 및 오른쪽으로 70.9cm 위치에 각각 7.5 × 6.6cm 크기의 방형구멍이 각각 2개씩 뚫려 있으며, 이것은 천판의 상부에 닫집의 가설하기 위해 기둥을 꽂았던 흔적이다.
천축사의 불단의 특징은, 첫째, 천축사 불단의 재료는 단단한 소나무로 만들었고, 3단의 수미단 형식으로 되어 있다.
둘째, 불단의 외부에는 주칠을 하고 금박으로 장식했다. 이것은 장석으로 보강한 가장자리에 경첩이 한쪽 못이 떨어진 부분을 통해 확인할 수 있다. 가장 안쪽에 칠해진 불단의 원형은 붉은 주칠로 되어 있는데, 불단이 원래의 주칠 대신 흑칠로 바뀐 것을 확인할 수 있지만, 정확한 시기는 알 수 없다.
셋째, 불단은 구조적인 보강과 마구리 부분을 금속제 장석으로 보강하고 있다. 우선 구조적인 면에서 중단의 안쪽에 막대를 덧대었다. 중단 안쪽 중앙은 두툼한 막대로 좌우에 길게 덧대어 힘을 받게 해주었다. 그리고 안쪽의 머름칸 2칸 정도의 좌우 면을 두께 1cm의 가늘고 긴 막대를 井자로 연결하여 좌우 보살상이 안치된 부분에 힘을 보태주도록 처리되었다. 다음, 구조를 지탱하는 금속제 장석은 모두 개비되지 않은 원래의 것으로, 재료는 황동제 놋쇠 성분으로 되어 있으며, 장석은 주로 앞쪽에 잘 보이는 부분만 처리되어 있고 뒤쪽은 배치되어 있지 않다.
넷째, 불단은 현재 흑칠이 되어 있지만 장석 안쪽이나 금박이 붙었던 부분에 의하면 전체적으로 주칠이 되어 있다. 이로 인해 비록 사찰측의 주장대로 시기적으로 문정왕후 대에 제작되었다고 보기는 어렵다고 하더라도, 빠르면 불상과 함께 제작된 18세기 초이거나, 늦어도 대웅전을 중수하는 19세기 초에 왕실 관련 발원이나 후원을 통해 제작되었음을 짐작할 수 있다.
다섯째, 불단에는 원래 주칠 위에 마름모꼴의 금박문이 붙여져 있고, 현재는 그 흔적이 남아 몇 군데에서 확인된다. 금박문의 크기는 두께에 따라 각각 달라 천판이나 초엽처럼 넓은 부분의 것은 크고, 머름칸이나 층널처럼 좁은 부분의 것은 좁으며, 전체의 숫자는 가로로 16줄, 세로로 8줄이다.
여섯째, 전체적으로 불단은 앞쪽 면만 초엽을 장식하고, 팔보문을 투각하고, 황동제 장석을 대고, 화려한 금박을 붙이고 있다. 장중하고 화려한 형태와 이국적인 문양으로 인해 중국의 수입품으로 오인하기 쉬우나 불단은 눈에 잘 띄는 앞면만 치중하고 벽면에 부착하여 잘 보이지 않는 뒷면은 소홀하게 처리하여, 비록 왕실 발원이라 여겨질 정도로 우수한 작품임에도 불구하고 우리나라 공예품 제작의 전형적인 제작 방식을 여실히 보여주는 사례이다.
일곱째, 이 불단과 비교가 되는 유물은 대부분 수미단 형식의 불단이고 그것들은 대부분 보물이나 지방 유형문화재로 지정되어 있다. 천축사 불단과 가장 유사한 것으로는 청양 장곡사 상대웅전의 목조불탁이다. 장곡사와 천축사의 불단은 공통점도 있지만, 규모면에서 전자는 시대가 올라가 크기가 작고, 후자는 조선 후기의 시대상을 반영하여 크기가 커지고 있음. 문양이나 칠 등에 있어 전자는 모란 문양을 단청으로 칠한 고식의 지방 양식인데 비해, 후자는 당시 유행한 팔보문을 투각하고 주칠과 금박을 붙여 조선 후기의 왕실 양식을 보여주고 있다. 이처럼 천축사 목조 불단이 조선 후기 왕실 목조 불감의 새로운 형식을 반영하고
있음에도 불구하고 이 시대를 대표하는 목칠 공예품으로서 그 유례가 거의 없는 상태에서 그 문화재적 가치는 매우 높다고 할 수 있다.
본 불단은 불감형태의 하부 구조만 남아 있지만, 목공예품은 재질의 특성상 보존이 어려워 시대가 올라가는 유물이 많지 않고 조선 후기의 유물조차 거의 없는 여건이어서 본 유물의 존재 자체만으로도 목공예사적으로 주목된다. 더욱이 본 유물은 불단 위에 모셔져 있던 목조석가삼존불상이 17세기 초 불상으로 가치가 인정되어 서울시 유형문화재 제347호로 지정된 바 있고, 유물의 역사적 가치나, 예술적 가치 및 당시의 시대상을 보여준다고 판단되어 서울시 유형문화재로 지정하는 것이 타당하다고 여겨진다. 또한 현재 불교중앙박물관 수장고에 보관되어 있으나, 해당 유물을 뒤집어서 보관할 정도로 보수가 시급하게 필요한 상황이다.

## 같이 보기
- 천축사 목조석가삼존불

## 참고 자료
- 서울 천축사 목조불단 - 국가유산청 국가유산포털